# Everything Old Is New Again
Everything Old Is New Again is de vijfentwintigste aflevering van het eerste seizoen van de televisieserie ER, die voor het eerst werd uitgezonden op 18 mei 1995.

## Verhaal
Carter werkt op zijn laatste dag op de SEH en moet nu een waardering geven voor zijn leermeester Dr. Benton. Aangezien hij toch weg moet besluit hij een negatieve waardering te geven, dan hoort hij ineens van Dr. Hicks dat er een plaats open is gevallen op de afdeling chirurgie en als hij wil mag hij die plaats hebben. Carter is blij dat hij mag blijven maar denkt dan ineens aan de waardering die hij heeft ingeleverd.
Dr. Benton beseft dat het niet altijd vlekkeloos kan gaan in een relatie met een getrouwde vrouw.
Dr. Greene krijgt een vaste baan aangeboden op de SEH, tevens wordt hij aangeklaagd voor medisch nalatigheid betreffende de zaak Jodi O'Brien.
Het huwelijk tussen Hathaway en Dr. Taglieri staat op het punt van beginnen, dan beseffen zij ineens dat er geen liefde is tussen hen en blazen hun huwelijk af. Gelukkig voor de gasten gaat de receptie wel door.

## Rolverdeling

### Hoofdrol
- Anthony Edwards - Dr. Mark Greene
- Christine Harnos - Jennifer Greene
- Yvonne Zima - Rachel Greene
- George Clooney - Dr. Doug Ross
- Sherry Stringfield - Dr. Susan Lewis
- Kathleen Wilhoite - Chloe Lewis
- Eriq La Salle - Dr. Peter Benton
- CCH Pounder - Dr. Angela Hicks
- Rick Rossovich - Dr. John 'Tag' Taglieri
- Michael Ironside - Dr. William 'Wild Willy' Swift
- Noah Wyle - John Carter
- Julianna Margulies - verpleegster Carol Hathaway
- Conni Marie Brazelton - verpleegster Connie Oligario
- Ellen Crawford - verpleegster Lydia Wright
- Yvette Freeman - verpleegster Haleh Adams
- Vanessa Marquez - verpleegster Wendy Goldman
- Deezer D - verpleger Malik McGrath
- Lily Mariye - verpleegster Lily Jarvik
- Gloria Reuben - Jeanie Boulet
- Abraham Benrubi - Jerry Markovic
- Montae Russell - ambulanceverpleegkundige Dwight Zadro
- Emily Wagner - ambulanceverpleegkundige Doris Pickman

### Gastrol
- Zachary Browne - Jake Leeds
- Charley Lang - Jason Warren
- Sylvia Short - Marjorie Ellison
- Jeff Seibert - Thomas Ellison
- Bo Eason - Charlie
- Pat Millicano - Mr. Hahn
- Jason Barnhill - Caleb
- Susan Beaubian - Dr. Weiss
- Marceline Hugot - Bonnie Curtis
- Georgiana Tarjan - Helen Hathaway
- Rick Marzan - Camacho

en vele andere